# Fjodor Matvejevič Apraksin
Fjodor Matvejevič Apraksin (rusko Фёдор Матве́евич Апра́ксин), ruski mornariški častnik, * 7. december 1661, † 21. november 1728, Moskva.
Bil je general admiral Ruske imperialne mornarice in njen vrhovni poveljnik v času velike severne vojne in rusko-perzijske vojne (1722–1723). Bil je eden izmed ustanoviteljev Ruske vojaške mornarice in Ruske imperialne vojne mornarice ter eden izmed prvih ruskih admiralov.

## Življenjepis
Fjodorjev oče je bil plemič Matvej Vasiljevič Apraksin, ki je imel tri sinove in dve hčere. Ko je Fjodorjeva sestra Marfa Matvejevna postala druga žena carja Fjodorja III., so bratje Apraksini postali vidne osebe v državi. Fjodor je vstopil v službo carja, po njegovi smrti pa je naprej služil mlademu carju Petru, ki mu je zgradil floto za igranje. Prijateljevanje obeh fantov pri igri je vodilo v vseživljenjsko prijateljstvo.
Leta 1692 je Apraksin postal Dvinski vojvoda in guverner Arhangelska, najpomembnejšega ruskega trgovskega pristanišča v tistem času, in gradil ladje, ki so lahko prestale nevihte, v veliko veselje carja (prva ruska državna trgovska ladja je bil Svjatoj Pavel (1693)). V času svojega tamkajšnjega življenja je dal v uporabo prve ruske trgovske ladje, ki so plule v tujino. Leta 1694 je postal poročnik, leta 1696, po drugem obleganju trdnjave Azov, pa polkovnik. Leta 1697 so mu bile zaupane velike ladjedelniške dejavnosti v Voronežu, kjer je nadziral gradnjo prve ruske flote. Leta 1700 je postal prvi ruski guverner Azova. Medtem ko se je Peter Veliki boril s Karlom XII., je Apraksin gradil flote, trdnjave in pristanišča v južni Rusiji, predvsem v Tavrovu in Taganrogu. Med letoma 1700 in 1706 je bil poveljnik Reda Admiralti, kjer je bila njegova nenavadna tehnična nadarjenost zelo koristna.

## Velika severna vojna
Ko je pomiril nemirni Astrahan, je bil Apraksin pozvan v Moskvo, kjer je bil postavljen na čelo kovnice in orožarne. Leta 1707 prejme čin admirala in postane predsednik ruske Admiralti. Naslednje leto je postal vrhovni poveljnik Ingrije, da je branil novo prestolnico Sankt Peterburg proti Švedom, ki jih je popolnoma izgnal.
Leta 1709 postane sprva general admiral, nato pa postane tretji Rus v zgodovini, ki je povzdignjen v grofa. Marca 1710 je imel poveljstvo med obleganjem Viborga. Ko je junija zavzel to švedsko trdnjavo, mu je bil podeljen red svetega Andreja in je bil imenovan za guvernerja osvojenih provinc (Estonije, Ingrije in Karelije).
Apraksin je imel glavno poveljstvo Črnega morja med bojem za Pruth (1711). Poveljeval je Ruski imperialni mornarici pri zavzetju Helsinkov leta (1713), ko je s svojimi operacijami z morja zagotavljal materialno pomoč pri zavzetju Finske in pri veliki gangutski bitki (1714). Istega leta je carju pomagal pri odprtju novega mornariškega pristanišča v Revlu. Pred tem, leta 1712, je vodil pogajanja s Turčijo, ki so se končala z uničenjem Taganroga in predajo Azova Turkom.
Leta 1719 je poveljeval floti galej, ki je odplula od Alandskih otokov do Stockholmskega arhipelaga, se izkrcala na obali Švedske in pustošila vso pot od Hevla do Nyköpinga ter grozila samemu Stockholmu, ki se mu je ruska vojska približala na 15 vrst.
Med letoma 1710 in 1720 je osebno vodil pohode na Švedsko, pustošil državo brez milosti in tako izsilil mir iz Nystada, s katerim je Švedska predala najboljši del baltskih provinc Rusiji. Za vse te velike usluge je bil imenovan za senatorja in general admirala carstva.

## Poznejša leta
Po smrti Petra I. leta 1725 je njegova žena Katarina I. podelila bolehnemu admiralu red svetega Aleksandra Nevskega in ga imenovala v Vrhovni tajni svet, v katerem je bil drugi najvplivnejši član za Menšikovim in je sodeloval pri pogajanjih za Rusko-avstrijsko zavezništvo.
Med letoma 1723 in 1726 je bil vrhovni poveljnik Baltske flote.